# Skam Records
Skam Records es una discográfica independiente de música electrónica, centrada en la IDM, asentada en Mánchester, Inglaterra, y fundada por Andy Maddocks en los años 1990s. Cuenta con un pequeño subsello llamado "33".

## Historia
Se rumorea que el primer single de doce pulgadas de Skam nunca fue lanzado a la venta, sólo 
fue distribuido como promoción. Del disco debut de Autechre, el EP Lego Feet (SKA001) se 
cree que se conservan de cien a ciento cincuenta copias. Luego el sello lanzó dos 12" de una agrupación llamada Gescom, cuyos miembros rotan van rotando en cada lanzamiento y de la cual Sean Booth y Rob Brown, de Autechre, son participantes recurrentes.
Otros de los primeros lanzamientos de Skam Records fueron de artistas como Freeform, Bola, Jega, Team Doyobi y Boards of Canada. Estos diez liminares lanzamientos son considerados hoy día como clásicos de la música electrónica y dieron fama al sello. Con excepción del EP de Boards of Canada Hi Scores (SKA008) y de Gescom Keynell (SKA007) -que son a menudo reeditados- estos discos de la primera etapa pueden llegar a venderse a grandes sumas de dinero en internet. 
Skam lanzó sus dos primeros LP en 1998: Soup, de Bola (SKALD/P2) y el clásico de Boards of Canada, Music Has the Right to Children, el cual fue lanzado posteriormente junto con Warp Records (SKALD/P1, WARPCD/LP55).
Un rasgo distintivo de los lanzamientos de Skam es que el nombre del sello está escrito en braile.

## Compilados
Skam es conocido por lanzar retahílas de discos con canciones de artistas del sello, todas las cuales llevan como nombre un anagrama de "SKAM". Los primeros compilados en 12 pulgadas, "MASK" son hoy extremadamente raros y costosos. Los primeros tres discos fueron lanzados junto a Musik Aus Strom y los últimos dos por el sello solo.
Hasta 2004, el sello había lanzado un sencillo en 7" junto a cada larga duración, el número de catálogo de estos empiezan con las letras "KMAS". El single de Boards of Canada para su canción "Aquarius", por ejemplo, es KMAS001. Skam ha aclarado en su sitio de internet que los futuros lanzamientos KMAS constarán exclusivamentes de canciones relativos a su álbum correspondientes.
En el 2001, Skam comenzó con la serie "SMAK". Cada SMAK de 12" aunaba dos artistas, uno por cada lado del disco. Algunos de los grupos que participaron en esta retahila, como Quinoline Yellow (SMAK09), se han convertido en artistas permanentes del sello. NMB Allstars (SMAK07, "North Manchester Bedroom Allstars") fueron contratados por el subsello 33, al que Skam se refiere como "parte de la familia". En octubre del 2004, comenzó la serie "AMKS" con el lanzamiento del mix de Mortal and Chemist Supermechamaximegamegablast.